# Hongsalmun

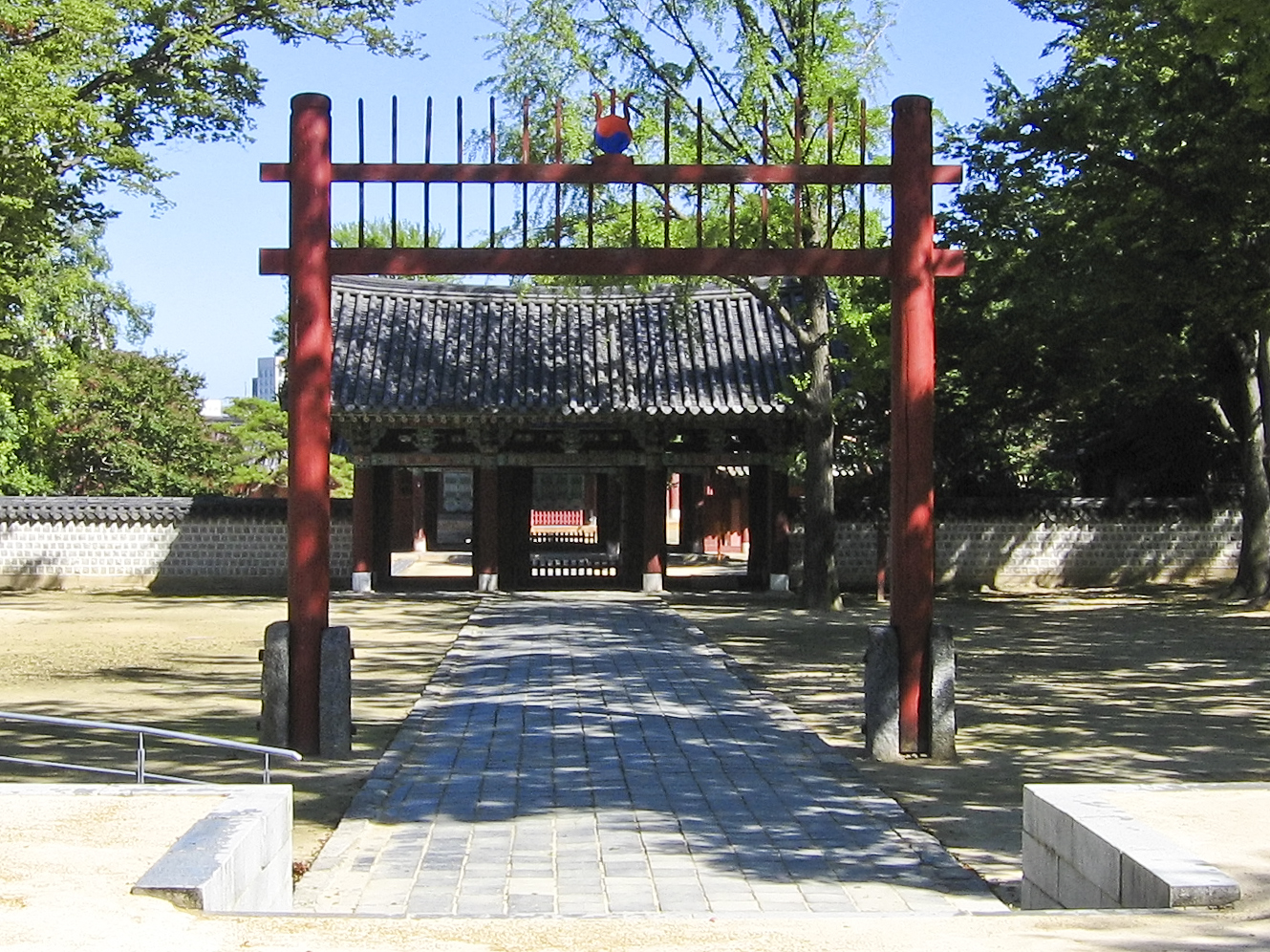
Un hongsalmun.

Hongsalmun est un élément architectural agissant comme une porte pour entrer dans un lieu sacré, et construit traditionnellement en Corée,. Il se compose de deux poteaux ronds fixés verticalement et de deux barres transversales. Il indique généralement l'entrée de sites confucéens, tels que des sanctuaires, des tombes, et des académies comme à Hyanggyo et à Seowon.
Il signifie littéralement « porte avec des flèches rouges », en référence à l'ensemble des pointes au son sommet. Dans le passé, les pointes entre les colonnes n'existaient pas.